# Erlianite
La erlianite è un minerale.